# Rachel Smith
Rachel Renee Smith, née le 18 avril 1985 au Panamá, est un mannequin américain, reine de beauté, et journaliste originaire de Clarksville, Tennessee, qui remporta le titre de Miss USA en 2007, et qui auparavant participa au concours Miss Teen USA.

## Enfance et parcours scolaire
Rachel est née dans une base militaire américaine située au Panama. Elle grandit à Clarksville après la mutation de ses parents pour Fort Campbell. Elle est métisse (Afro-Américaine, Amérindienne, Euro-Américaine). Elle étudia à la Clarksville Academy (collège) et obtint son baccalauréat à la Davidson Academy (Lycée).
Rachel est titulaire d’un Bachelor of Science in Journalism (Licence en journalisme) obtenu avec une mention Bien, à Belmont University de Nashville, Tennessee en 2006, avec un semestre d’avance. Elle reçut une bourse universitaire couvrant la totalité de ses frais de scolarité à Belmont University, du fait de ses activités d’intérêt général auprès d’associations et ses brillants résultats scolaires durant le lycée. 
En tant qu’étudiante à Belmont University, elle fut stagiaire à Chicago, Illinois, durant 8 mois chez Harpo Productions, une compagnie d’Oprah Winfrey. En janvier 2007, elle fut choisie pour être bénévole durant un mois à la Leadership Academy for Girls (internat d’excellence créé par Oprah Winfrey pour les jeunes filles de Johannesburg aux brillants résultats scolaires).

## Miss Teen USA, Miss USA, Finaliste Miss Univers

### Miss Teen Tennessee USA 2002
Rachel remporta son premier concours de grande envergure en 2001, lorsqu’elle fut couronnée Miss Tennessee Teen USA en 2002. Ce fut sa seconde participation à ce titre, ayant été 3e dauphine de Jessica Myers l’année précédente. Elle participe donc au concours national télévisé Miss Teen USA 2002, à South Padre Island au Texas. Elle termina 9e, remportant le titre de Miss Photogenic.

### Miss Tennessee USA 2007
Le 7 octobre 2006, elle devint la 4e ancienne Miss Tennessee Teen USA à remporter le titre de Miss Tennessee USA, après Molly Brown (Miss Tennessee Teen 1984 ; Miss USA 1987), Lynnette Cole (Miss Tennessee Teen 1995 ; Miss USA 2000), et Allison Alderson (Miss Tennessee Teen 1994 ; Miss USA 2002). 

### Miss USA 2007
Rachel représenta le Tennessee au concours de Miss USA 2007, qui se tint le 23 mars 2007 au Kodak Theatre de Los Angeles, Californie, où elle devint la seconde Miss Tennessee à être couronnée Miss USA. elle fut couronnée par Tara Conner qui participa avec elle au concours Miss Teen USA 2002.

### Finaliste Miss Univers 2007
En tant que Miss USA, Rachel représenta les États-Unis au concours Miss Univers 2007 qui se déroula à Mexico, le 28 mai 2007. Le costume national qu’elle porta fut celui d’Elvis Presley, en référence à son état d’origine, le Tennessee. Durant son passage, elle fut huée par le public mexicain. Après le tour préliminaire, Rachel atteignit le top 15 durant la phase finale, où elle fut place 6e pour le défilé en maillot de bain. 
Rachel fut de nouveau huée par le public mexicain, après qu’elle fut annoncée dans le Top 5, du fait que la Miss Mexique ne figurait pas dans le Top 5 pour une compétition se tenant dans son propre pays. Ceci continua au moment de la question finale, à laquelle elle répondit, terminant en remerciant le public en espagnol, ce qui fit applaudir la foule. Lors de son passage en robe de soirée, Rachel glissa et chuta, avant de se relever, finir son passage et rester concentrée. Elle termina 4e de la compétition malgré sa chute, exactement comme sa prédécesseur Tara Conner en 2006.
Le comportement du public durant la compétition est similaire aux incidents de Miss Univers 1993, qui eurent lieu à Mexico, lorsque Kenya Moore fut fortement huée. La réaction des spectateurs a été attribuée aux problèmes politiques entre les deux nations. En août 2007, les autorités touristiques mexicaines présentèrent des excuses officielles pour le comportement du public, mentionnant que Rachel était la bienvenue au Mexique.

### Règne de Miss USA 2007
Durant sa première semaine en tant que Miss USA, Rachel fit de nombreuses apparitions médiatiques dans des émissions de renom telles que The Today Show et Late Show with David Letterman, où elle présenta le Top Ten Things I Can Say Now That I’m Miss USA (La liste des 10 choses que je peux dire maintenant que je suis Miss USA). Elle fut aussi invitée à la prestigieuse émission d’Oprah Winfrey Oprah Winfrey Show, où elle évoqua son expérience en tant que stagiaire chez Oprah.
En tant que Miss USA, Rachel eut à deux reprises l’opportunité de faire sonner la cloche d’ouverture de la Bourse Américaine, la première fois le 24 avril 2007, et ensuite le 7 juin 2007, avec Riyo Mori, Miss Univers. 

## USO Tour
Au début du mois de juin 2007, Rachel se rendit au Kenya où elle fut bénévole pour le Project Sunshine. À son retour aux États-Unis, elle assista à un évènement organisé à la Maison-Blanche, célébrant le mois de la Musique Afro-Américaine. À cette occasion, elle introduisit[Quoi ?] le Président américain George W. Bush au public. Par la suite, elle alla à Chicago assister à la CONCACAF Gold Cup Final (finale de football), disputée par le Mexique et les États-Unis. Cet évènement fut l’occasion d’un débat médiatique plus approfondi sur le traitement que lui fit subir le public mexicain au concours Miss Univers. 
Vers la fin du mois de novembre, Rachel défila sur un bateau pour la Macy’s Thanksgiving Day Parade 2007, à l’instar de ses prédécesseures depuis Susie Castillo en 2003.
En décembre 2007, elle se rendit au Koweït, en Irak et à la Station Naval Rota en Espagne, lors de l’USO Tour (Association Privée accordant loisirs et divertissements aux militaires américains) en compagnie de Kid Rock, Robin Williams, Lewis Black et Lance Armstrong.
Rachel fit la une du magazine Supermodels Unlimited pour l’édition mars/avril 2008, photographiée par Kevin Michael Reed. Le 11 avril 2008 à Las Vegas, elle transmit la couronne de Miss USA à Crystle Stewart, Miss Texas, qui fut élue Miss USA 2008. Ce fut la première fois que deux femmes d’origine afro-américaine furent consécutivement couronnées Miss USA. Rachel fit aussi la couverture du magazine Select Magazine pour l’édition mai/juin 2011.

## Télévision
Rachel participa à l’émission de téléréalité de Donald Trump sur MTV, Pageant Place avec Riyo Mori (Miss Univers 2007), Tara Conner (ancienne Miss Teen USA 2006) et Hilary Cruz (Miss Teen USA 2007). L’émission fut diffusée pour la première fois le 10 octobre 2007.
En août 2010, elle participa à l’édition spéciale Girls of Summer (Filles de l'été) de l’émission Minute To Win It sur NBC, dans l’épisode intitulé Last Beauty Standing (La Dernière Beauté Debout). L’épisode mettait en scène 10 anciennes reines de beauté (vainqueurs d’un titre majeur), dans laquelle elles relevaient des défis pour 100 000$ pour l’œuvre de charité de leur choix, avec la possibilité de gagner un challenge à 1 million de dollars.
Elle travailla comme reporter pour la chaîne E! et présente l’émission OnTheRedCarpet (retransmise au niveau national) sur la chaîne ABC. Émission consacrée aux actualités cinématographiques et musicales. Chaque samedi depuis 2012, elle présente aussi la chronique POP NEWS pour l’édition du weekend de Good Morning America sur ABC.

## Palmarès
Rachel Renee Smith a été :
- Miss Tennessee Teen USA 2002 ;
- Miss Tennessee USA 2007 ;
- Miss USA 2007 ;
- quatrième de Miss Univers 2007.